# Frans-Jozef van Thiel

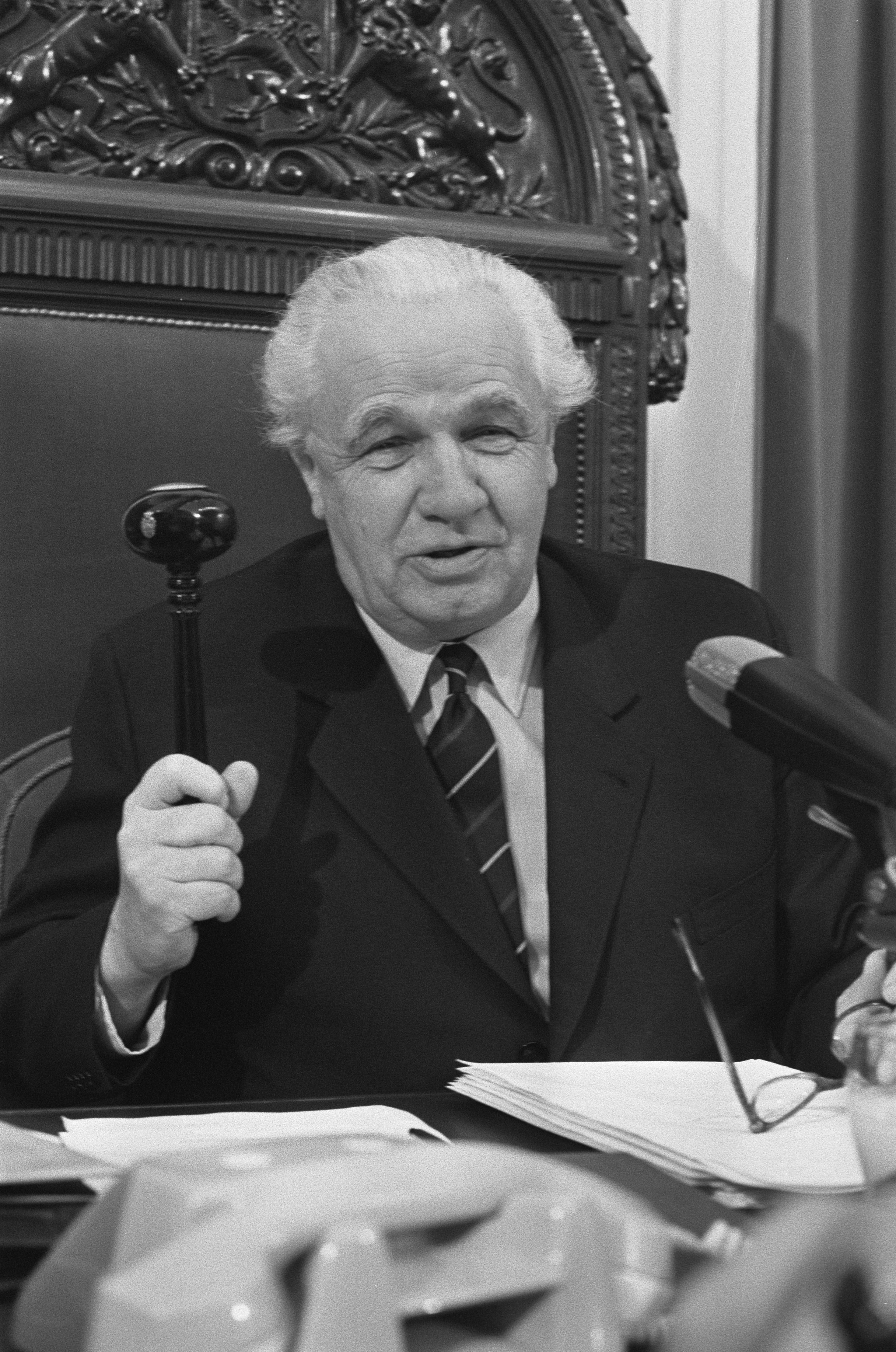
Den Haag, 6. Dezember 1972

Frans-Jozef van Thiel (* 19. Dezember 1906 in Helmond; † 2. Juni 1993 in ebenda) war ein niederländischer Politiker der KVP (Katholische Volkspartei). Er war mehr als 20 Jahre Mitglied des Repräsentantenhauses (Tweede Kamer), davon fast zehn Jahre als Vorsitzender. Im Kabinett Drees II war er der erste Minister für Soziale Arbeit.

## Leben
Van Thiel stammte aus der Unternehmerfamilie Van Thiel, die hauptsächlich in Metallindustrie und Textilindustrie tätig war. Sein Vater besaß ein Familienunternehmen für Fahrradteile und -schläuche. Seine Mutter starb, als er dreizehn Jahre alt war.
Er besuchte von 1918 bis 1925 das Gymnasium in Katwijk und studierte von 1925 bis Ende 1930 niederländisches Recht an der Katholischen Universität Nijmegen.
Von 1932 bis 1937 war er Rechtsanwalt in Helmond. Von 1937 bis September 1952 war er Direktor der NV Fahrradteile- und Schlauchfabrik Robur.
Van Thiel war vom 5. September 1939 bis zum 1. September 1941 Mitglied des Gemeinderats von Helmond. Im Zweiten Weltkrieg waren die Niederlande von Mai 1940 bis 1945 besetzt; er war vom 5. bis zum 23. Mai 1942 im Geisellager Sint-Michielsgestel interniert und wurde aus medizinischen Gründen freigelassen. Er war von November 1945 bis 2. September 1946 Mitglied des provisorischen Stadtrates in Helmond und anschließend bis zum 9. September 1952 Mitglied des Stadtrats von Helmond.
Vom 27. Juli 1948 bis 15. Juli 1952 war er Mitglied des Repräsentantenhauses (Tweede Kamer). Anschließend war er vom 9. September 1952 bis 13. Oktober 1956 Minister für Soziale Arbeit (minister van Maatschappelijk Werk) im Kabinett Drees II. 
Vom 3. Juli 1956 bis 3. Oktober 1956 und vom 6. November 1956 bis 6. Dezember 1972 war er Mitglied des Repräsentantenhauses.
Van Thiel war vom 3. September 1958 bis Januar 1963 wieder Mitglied des Gemeinderats von Helmond. 1961 war er Vorsitzender des Benelux-Parlaments. Vom 1. Januar 1962 bis 12. Juni 1963, nach der Fusion der Arbeitgeberverbände AKWV und KVW, war er Vorsitzender des Nederlands Katholiek Werkgeversverbond (katholischer niederländischer Arbeitgeberverband).
Van Thiel war vom 29. Januar 1963 bis 6. Dezember 1972 Vorsitzender des Repräsentantenhauses (Tweede Kamer) des niederländischen Parlaments. Er leitete dort die Debatten um die Drei van Breda. 
Er lebte sein ganzes Leben in Helmond und heiratete dort 1931. 
Das Ehepaar hatte vier Söhne und zwei Töchter. 
Seine Frau starb 2009 im Alter von 101 Jahren. 